# Ella Kovacs
Ella Kovacs (11 dicembre 1964) è un'ex mezzofondista rumena.

## Palmarès

### Mondiali
- 2 medaglie:
  - 2 bronzo (Tokyo 1991 negli 800 m piani; Stoccarda 1993 negli 800 m piani)

### Mondiali indoor
- 1 medaglia:
  - 1 bronzo (Siviglia 1991 negli 800 m piani)

### Europei indoor
- 3 medaglie:
  - 2 ori (Atene 1985 negli 800 m piani; Genova 1992 negli 800 m piani)
  - 1 argento (Parigi 1994 negli 800 m piani)